# 神谷順
神谷 順（かみや じゅん、12月3日 - ）は、日本の元漫画家・イラストレーター。静岡県浜北市（現浜松市浜名区）出身。にのみや はじめというペンネームでも活動した。

## 略歴
角川書店の『月刊コミックコンプ』でデビュー。作品としては『旅芸人天化無敵!!』のほか、テーブルトークRPG『ルナル・サーガ』の小説をコミカライズした『ルナル・サーガ外伝 - 虹の影』（原作・友野詳）があるが、『コンプ』休刊によって中断している。
その後、パンドラボックスにグラフィッカーとして就職。2001年にゲーム『ONI零 〜復活〜』のキャラクターデザインを担当し、ゲームのノベライズでも挿絵を担当。ライトノベルの絵師に転じて、有沢まみずの『インフィニティ・ゼロ』（電撃文庫、2002年）ではにのみや はじめ名義で、また川口大介の『拝啓、姉上さま』（富士見ファンタジア文庫、2003～2004年）でも挿絵を担当した。
2010年現在は絵の仕事から離れているが、ニコニコ動画においてVOCALOID作品をはややP名義で発表しており、『EXIT TUNES PRESENTS Vocalostar feat.初音ミク』や『初音ミク -Project DIVA-』などに楽曲を提供している。

## 作品リスト
- 各種アンソロジー
- 刺殺忍暗夜行